# L'Italia s'è rotta
L'Italia s'è rotta è un film italiano del 1976 diretto da Steno.

## Trama
I due siciliani Peppe e Antonio decidono, dopo una brutta avventura con alcuni mafiosi spacciatori di droga, di lasciare la fredda e razzista Torino per tornare nella loro terra natìa. Con loro, una splendida ragazza veneta, Domenica, arrivata in Piemonte in cerca di lavoro ma, per una serie di rovesci, costretta a battere il marciapiede. I tre attraversano l'Italia incontrando vari personaggi simbolo del malcostume, della corruzione e della crisi che caratterizzano l'Italia. Quando finalmente arrivano a casa, in Sicilia, vengono coinvolti in una annosa faida familiare e si rendono conto che anche il loro amato Sud non è il paradiso che speravano di trovare alla fine del loro viaggio.

## Produzione
In questo film Di Lazzaro, di solito doppiata, recita con la sua voce.

## Accoglienza

### Critica
(La Stampa, 1 maggio 1976)
(Achille Valdata, La Stampa, 5 maggio 1976)